# エッジワース (小惑星)
エッジワース (3487 Edgeworth) は、小惑星帯に位置する小惑星。ヘンリー・リー・ギクラスがローウェル天文台で発見した。
海王星の軌道の外側に彗星の起源となる天体（エッジワース・カイパーベルト天体）があるという説を提出したアイルランドの天文学者、ケネス・エッジワース に因んで名付けられた。